# Forever Your Girl (piosenka)
Forever Your Girl – piosenka tytułowa i czwarty singel z debiutanckiej płyty amerykańskiej piosenkarki Pauli Abdul.
Została napisana i wyprodukowana przez Oliviera Leibera. Po sukcesie poprzedniego singla, „Straight Up”, wytwórnia szybko wydała kolejną piosenkę na singlu, aby podtrzymać zainteresowanie opinii publicznej piosenkarką. Był to drugi singel w jej karierze, który dotarł do szczytu zestawienia Billboard Hot 100, jednakże na innych listach przebojów zdobywał niższe pozycje, niż jego poprzednik.
W Stanach Zjednoczonych nagranie uzyskało certyfikat złotej płyty za sprzedaż ponad 500 tys. egzemplarzy.

## Historia
Piosenka dotyczy wierności w związku. Wersja singlowa różni się od albumowej, ponieważ wykorzystano w niej więcej męskiego wokalu wspomagającego oraz bardziej zwartą instrumentację. Abdul wykonała fragment piosenki podczas nagród MTV Video Music Awards 1989. Singiel spędził dwa tygodnie na pierwszym miejscu Billboard Hot 100 w maju 1989 roku, zajął 17. miejsce w Niemczech oraz 24. miejsce w Wielkiej Brytanii.
Teledysk został zrealizowany przez Davida Finchera. Przedstawia on Abdul jako choreografkę oraz reżyserkę występu grupy dzieci (między innymi wtedy 6-letni Trevor Wright, 8-letni Elijah Wood oraz 10-letnia Nikki Cox). Teledysk był często pokazywany przez MTV i potwierdził on reputację Abdul jako artystki, która posiada interesujące wiedoklipy. W klipie pojawiła się parodia teledysków Roberta Palmera, gdyż przedstawiono w nim trzy dziewczynki z pełnym makijażem, ucharakteryzowane na dorosłe kobiety które grały na gitarze.

## Lista utworów i remiksów

### Wersja amerykańska
1. „Forever Your Girl” 12" version – 6:33
2. „Forever Your Girl” Yo! Greg dub version – 5:45
3. „Forever Your Girl” Saunderson-Grosse House of Love mix – 6:33
4. „Straight Up” Kevin Saunderson Club mix – 6:52
5. „Next to You” piosenka z albumu – 4:28

### Wersja brytyjska i europejska
1. „Forever Your Girl” 7" remix – 4:15
2. „Straight Up” 7" edit
3. „Next to You” – 4:29
4. „Forever Your Girl” 12" remix – 6:33

### Oficjalne wersje
- Wersja albumowa – 4:57
- 12” Remix 6:33 – Keith Cohen
- Wersja singlowa / 7” Remix 4.15 – Keith Cohen
- House of Love mix 6:33 – jak wyżej
- Yo! Greg Dub version 5:45 – jak wyżej
- Shep's Special mix 6:27 – Shep Pettibone
- Frankie Foncett Club Remix 6:11

## Listy przebojów

### Listy cotygodniowe
| Lista (1989)                                  | Najwyższa pozycja |
| --------------------------------------------- | ----------------- |
| Hot 100                                       | 1                 |
| US Billboard Hot Adult Contemporary           | 1                 |
| US Billboard Hot Dance Music/Club Play        | 1                 |
| US Billboard Hot R&B/Hip-Hop Singles & Tracks | 54                |
| Canadian Singles Chart                        | 1                 |
| German Singles Chart                          | 17                |
| UK Singles Chart                              | 24                |

### Listy końcoworoczne
| Lista (1989)         | Pozycja |
| -------------------- | ------- |
| US Billboard Hot 100 | 30      |